# Diethylenglycoldiethylether
Diethylenglycoldiethylether ist eine chemische Verbindung aus der Gruppe der Glycolether.

## Gewinnung und Darstellung
Diethylenglycoldiethylether kann durch Reaktion von Ethylenglycolmonoethylether mit Diethylsulfat gewonnen werden.

## Eigenschaften
Diethylenglycoldiethylether ist eine wenig flüchtige, farblose, ölige, schwer entzündbare Flüssigkeit mit charakteristischem Geruch, die mischbar mit Wasser ist. Die Dampfdruckfunktion ergibt sich nach Antoine entsprechend ln(P) = A−(B/(T+C)) (P in kPa, T in K) mit A = 17,5759, B = 5675,286 und C = −21,321 im Temperaturbereich von 363 bis 453 K. Die Verdampfungsenthalpie beträgt am Siedepunkt 48,3 kJ·mol−1.

## Verwendung
Diethylenglycoldiethylether wird als Lösungsmittel mit hohem Siedepunkt verwendet.

## Sicherheitshinweise
Die Dämpfe von Diethylenglycoldiethylether können bei Erhitzung mit Luft ein explosionsfähiges Gemisch (Flammpunkt 70 °C, Zündtemperatur 174 °C) bilden.